# Hermanos Presniakov
Los hermanos Presniakov, Oleg Presniakov (1969) y Vladímir Presniakov (1974), son dramaturgos, guionistas, directores y productores teatrales rusos. Hijos de madre iraní y padre ruso, ambos estudiaron en la Universidad Estatal de los Urales M. Gorky, en Ekaterimburgo. Juntos fundaron el teatro juvenil de dicha Universidad, como unidad dedicada al trabajo experimental en artes escénicas. Además, Oleg y Vladimir escriben en tándem, firmando sus obras como Hermanos Presniakov.
Han escrito, entre otras, las piezas Floor covering, Europe-Asia, Captured Spirits, Resurrection. Super, Bad bed stories, Cattle call y Pub. Su obra más conocida y más representada internacionalmente es Terrorismo, que se estrenó en España en el Teatro de la Abadía, dirigida por Carlos Aladro, en 2005. Playing the Victim fue puesta en escena por primera vez en el Edinburgh Fringe Festival en 2003, y fue estrenada en España en 2013 por la compañía Grumelot, en el marco del Festival Escena Contemporánea.